# Bibliotheekwetenschap
Bibliotheekwetenschap is de studie van het logisch ordenen en documenteren van de menselijke kennis. Praktisch uitgewerkt heet het vak documentaire informatieverzorging en de bijbehorende beroepen bibliothecaris, documentalist/documentair informatieverzorger of bibliograaf. Bibliotheekwetenschap moet worden onderscheiden van archiefwetenschap, dat de studie is van het vastleggen van doelgericht verzamelde menselijke kennis.

## Technieken
De technieken die door deze wetenschap ontwikkeld zijn:
- alfabetiseren
- annoteren
- bibliograferen
- catalogiseren
- classificeren
- collectioneren
- documenteren
- ontsluiten
  - naar inhoud
  - op trefwoord
- sorteren

## Lijst met bibliotheekwetenschappers
- Melvil Dewey
- H.E. Greve
- Theodoor Peter Loosjes
- Gerrit Willem Ovink
- S. R. Ranganathan
- Brian Campbell Vickery